# The Concerts in China
The Concerts in China (in Frankreich Les Concerts en Chine) erschien 1982 und ist das insgesamt sechste und erste Livealbum des französischen Musikers und Produzenten Jean-Michel Jarre. Aufgenommen wurde es im Oktober 1981 während Jarres Livekonzerten in China. Er trat dort als erster westlicher Musiker auf.

## Besonderheit
Das Album beinhaltet im Studio nachbearbeitete Liveaufnahmen der Konzerte. Jarre spielte bereits veröffentlichte Stücke von den Alben Oxygène, Équinoxe und Magnetic Fields sowie neue Kompositionen, welche teils von der traditionellen chinesischen Kultur beeinflusst sind. Zuschauergeräusche und kurze Klangeindrücke des Landes verbinden die verschiedenen Stücke. Das Album endet mit dem im Studio aufgenommenen Lied „Souvenir of China“.
Besonderer Bedeutung darf dem Stück Arpegiator beigemessen werden, da es auf keinem weiteren Studioalbum oder Livemitschnitt erneut zu hören ist und auch nicht neu eingespielt wurde. Lediglich auf den Kompilationen Musik aus Raum und Zeit von 1983 und Planet Jarre aus dem Jahr 2018 ist es zu finden. Das Lied wurde für eine Erotikszene in dem Film 9½ Wochen aus dem Jahr 1986 zwischen den Darstellern Mickey Rourke und Kim Basinger genutzt.
Ursprünglich erschien The Concerts in China auf zwei LPs, später auch als Doppel-CD. Zeitweilig und für die erste Remastered Ausgabe einer Sammeledition, sowie weiteren Boxsets wurde das Album in zwei einzelnen CDs produziert, die „The Concerts in China Vol. 1“ und „The Concerts in China Vol. 2“ heißen. Sie weichen vom ursprünglich rotem Coverbild ab. Teil 1 erschien in blauer, Teil 2 in gelber Färbung.
Im Jahr 1997 wurde eine weitere „Remastered Version“ des Albums veröffentlicht. Das Doppel-CD Album wurde durch Herausschneiden von Publikumsgeräuschen, sowie Kürzungen der Pausen zwischen den Liedern, auf eine Gesamtlaufzeit von 78 Minuten und 17 Sekunden gekürzt, um das komplette Konzert auf eine einzelne CD zu pressen. Das Mastering übernahm Scott Hull.
1999 wurde durch Disques Dreyfus eine Sammelbox mit 3 CDs, welche neben der blauen und gelben Ausgabe noch das Album Magnetic Fields enthält, veröffentlicht.
2014 wurde eine weitere Remastered Ausgabe, jetzt wieder mit 2 CDs, durch Sony Music veröffentlicht. Inhaltlich entspricht sie der Erstausgabe.
Zum 40. Jubiläum erschien am 25. November 2022 bei Sony Music eine neue Ausgabe der Doppel-CD, als weitere Remastered Edition.

## Titelliste

### Originalversion (1982 / 2014)

#### CD bzw. LP 1
1. The Overture – 4:47
2. Arpegiator – 6:54
3. Equinoxe 4 – 7:49
4. Fishing Junks at Sunset – 9:38
5. Band in the Rain – 1:29
6. Equinoxe 7 – 9:54

#### CD bzw. LP 2
1. Orient Express – 4:22
2. Magnetic Fields 1 – 0:21
3. Magnetic Fields 3 – 3:48
4. Magnetic Fields 4 – 6:49
5. Laser Harp – 3:35
6. Night in Shanghai – 7:02
7. The Last Rumba – 2:07
8. Magnetic Fields 2 – 6:30
9. Souvenir of China – 3:54

### Remastered Version (1997)
1. The Overture – 4:47
2. Arpegiator – 6:51
3. Equinoxe 4 – 7:39
4. Fishing Junks at Sunset – 9:35
5. Band in the Rain – 1:23
6. Equinoxe 7 – 9:52
7. Orient Express – 4:21
8. Magnetic Fields 1 – 0:28
9. Magnetic Fields 3 – 3:48
10. Magnetic Fields 4 – 6:43
11. Laser Harp – 3:26
12. Night in Shanghai – 7:02
13. The Last Rumba – 2:03
14. Magnetic Fields 2 – 6:19
15. Souvenir of China – 4:00

## Wichtige Versionen
| Jahr | Ausgabeform            | Medium | Land                    | Label                    | Katalognummer             | Bemerkung                              |
| ---- | ---------------------- | ------ | ----------------------- | ------------------------ | ------------------------- | -------------------------------------- |
| 1982 | Original               | LP (2) | Frankreich, Deutschland | Disques Dreyfus, Polydor | FDM 18110, 2612 039       | Erstausgabe LP                         |
| 1983 | Original               | CD (2) | Frankreich, Deutschland | Disques Dreyfus, Polydor | FDM CD-18110, 811 551-2   | Erstausgabe CD                         |
| 1992 | Wiederveröffentlichung | CD     | Frankreich              | Disques Dreyfus          | FDM 36143-2, FDM 36144-2  | Blaue und Gelbe CD                     |
| 1997 | Remastered             | CD     | Frankreich, Deutschland | Disques Dreyfus, EPIC    | FDM 36160-2, EPC 488139 2 | 96 kHz/24bit technology, by Scott Hull |
| 2015 | Remastered             | CD (2) | Europa                  | Sony Music               | 88843024712               | by Dave Dadwater                       |
| 2022 | Remastered             | CD (2) | Europa                  | Sony Music Catalog       | 19439945812               | 40th Anniversary Remastered Edition    |
| 2022 | Remastered             | LP (2) | Europa                  | Sony Music Catalog       | 19439945811               | 40th Anniversary Remastered Edition    |

## Besetzung

### Instrumentalisten
- Jean-Michel Jarre – Fairlight CMI, Eminent 310 Unique, Oberheim OB-X, Moog Taurus, EMS Synthi AKS, EMS Synthi VCS3, Elka Synthex, Linn LM-1, Electro-Harmonix Mini Synthesizer, Laserharfe und Elka X-705.
- Frederick Rousseau – MDB Polysequencer, RSF Kobol, Yamaha CS-60, Korg Rythm und ARP 2600.
- Dominique Perrier – Moog Liberation und Sequential Circuits Prophet-5.
- Roger Rizitelli – Simmons SDS-5

### Zusätzliches Personal
- Pierre Mourey – Koordination der Instrumente.
- Peking Conservatoire Symphony Orchestra – Chinesisches Orchester für Fishing Junks at Sunset.
- Huang Feili – Dirigent des Peking Conservatoire Symphony Orchestra.
- Mrs. Li Meng und Mr. Wang Zhi – Guzheng-Instrumentalisten für Fishing Junks at Sunset

## Produktion
- produziert von Jean-Michel Jarre
- Tontechnik und Mischung: Jean-Michel Jarre
  - Assistenztechniker: Pierre Mourey